# Jeanne Ashworth
Jeanne Chesley Ashworth (* 1. Juli 1938 in Burlington, Vermont; † 4. Oktober 2018 in Wilmington, New York) war eine US-amerikanische Eisschnellläuferin. Sie gewann die Bronzemedaille über 500 Meter bei den Olympischen Winterspielen 1960.

## Werdegang
Ashworth wurde als älteste von drei Töchtern in Burlington im US-Bundesstaat Vermont geboren. Kurz nach ihrer Geburt zog die Familie nach Wilmington in Massachusetts. Ihre Eltern betrieben ein Süßwaren- und Eisgeschäft. In ihrer Kindheit begann Ashworth auf einem zugefrorenen Teich in der Nähe ihres Hauses mit dem Eislaufen. Mit zehn Jahren bestritt sie ihre ersten Wettkämpfe im Boston Garden und schloss sich anschließend dem örtlichen Eislaufklub an. Während ihrer Zeit auf der High School in Wilmington spielte sie außerdem Hockey, Basketball und Softball. Nach ihrem High-School-Abschluss studierte sie an der Tufts University und erwarb 1960 einen Bachelor in Physiotherapie.
Schon in den späten 1950er-Jahren etablierte sich Ashworth – mit einer Körpergröße von unter 1,60 Meter und einem Gewicht von weniger als 60 Kilogramm im Vergleich zu ihren Konkurrentinnen eher zierlich – neben Jeanne Omelenchuk als eine der stärksten amerikanischen Eisschnellläuferinnen. Insgesamt gewann sie in ihrer Laufbahn elf nationale Titel. Bei den Olympischen Winterspielen 1960 im kalifornischen Squaw Valley gehörte der Eisschnelllauf der Frauen erstmals zum olympischen Programm. Ashworth startete auf allen vier Strecken vom 500-Meter-Sprint bis zur 3000-Meter-Langdistanz. Sie erreichte in jedem Rennen als beste US-Amerikanerin ein Resultat unter den vorderen elf Läuferinnen und gewann am 20. Februar 1960 die Bronzemedaille über 500 Meter. Mit einer Zeit von 46,1 Sekunden hatte sie zwei Zehntelsekunden Rückstand auf die ostdeutsche Siegerin Helga Haase. Im Rahmen der olympischen Wettkämpfe erklärte Ashworth, dass sich die US-Amerikaner in ihren Augen stärker an den russischen Eisschnellläufern orientieren sollten, die in dieser Zeit führend waren.
Nach ihrem olympischen Erfolg lebte und trainierte Ashworth 1961, auch dank der finanziellen Unterstützung ihres Heimatortes, für längere Zeit in Schweden. Anschließend zog sie 1962 von Wilmington in Massachusetts in das namensgleiche Wilmington im Bundesstaat New York, weil sie im nahen Lake Placid bessere Trainingsmöglichkeiten vorfand. Gemeinsam mit ihren Eltern arbeitete sie im Süßwarenverkauf des Freizeitparks Santa's Workshop. Ihre Position als eine der führenden Eisschnellläuferinnen Nordamerikas behielt Ashworth über Jahre bei: 1963 entschied sie bei den nationalen Meisterschaften alle fünf Wettkämpfe für sich, zudem qualifizierte sie sich für die US-Aufgebote bei den Olympischen Winterspielen 1964 in Innsbruck und 1968 in Grenoble. Sie gewann keine weiteren internationalen Medaillen, erreichte aber bei Olympia 1964 über 500 Meter einen geteilten vierten Platz hinter drei Läuferinnen aus der Sowjetunion.
1969 beendete Ashworth ihre aktive Laufbahn als Eisschnellläuferin. Sie studierte an der Graduate School der Brigham Young University in Utah und kehrte dann nach Wilmington in New York zurück, wo sie als Sportlehrerin sowie als Eisschnelllauftrainerin arbeitete. Als Teil des Organisationskomitees für die Olympischen Winterspiele 1980 in Lake Placid reiste sie mit einer Delegation zur Entzündung des olympischen Feuers nach Griechenland. Von 2000 bis 2007 amtierte sie in Wilmington als town supervisor – vergleichbar mit der Position einer Bürgermeisterin. In diesem Amt legte sie gemäß dem Bericht der örtlichen Zeitung einen Schwerpunkt auf die Förderung von umweltorientierten Projekten. Im Oktober 2018 starb Ashworth im Alter von 80 Jahren an Bauchspeicheldrüsenkrebs.

## Persönliches und Würdigung

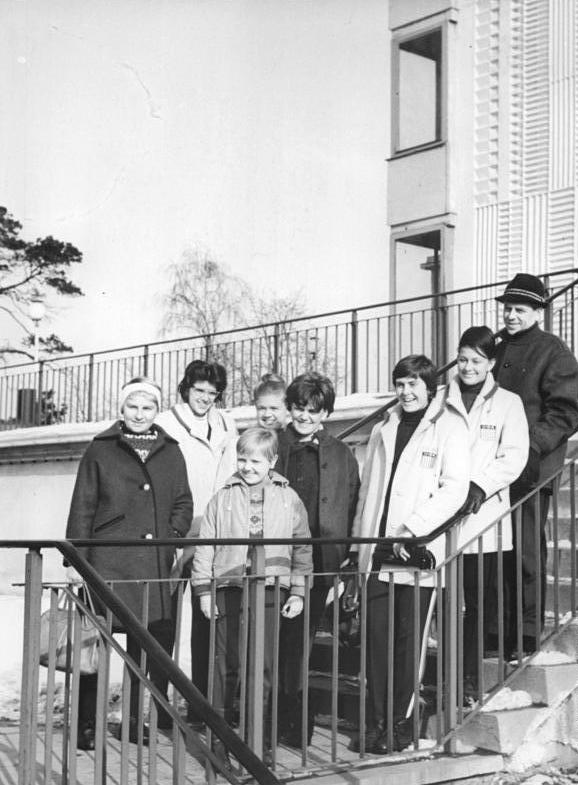
Ashworth (links) mit anderen US-amerikanischen und ostdeutschen Eisschnellläuferinnen am Müggelturm in Berlin im Jahr 1964

Jeanne Ashworth war verheiratet und Mutter einer Tochter. Zwischenzeitlich trug sie den Namen ihres Mannes (Walker). Die Ehe wurde geschieden. Der Boston Globe zitierte in seinem Nachruf Ashworths langjährige Lebenspartnerin mit der Einschätzung, Ashworth sei zwar ruhig und unauffällig gewesen, aber „von Natur aus wagemutig“ (im Original: „daring by nature“). Sie habe in ihrem Leben einen Do-it-yourself-Ansatz verfolgt und sich viele Fähigkeiten selbstständig angeeignet. So arbeitete sie auch als Tischlerin und erweiterte größtenteils eigenverantwortlich das Haus, in dem sie wohnte.
Die New York Times sah in Ashworth eine Wegbereiterin der Gleichstellung von Frauen und Männern im Eisschnelllauf. 1975 wurde sie in die National Speedskating Hall of Fame aufgenommen, seit 1993 gehört sie außerdem der Lake Placid Hall of Fame an.

## Ergebnisse bei Olympischen Winterspielen
Jeanne Ashworth nahm zwischen 1960 und 1968 an drei Olympischen Spielen teil, trat dabei zu zehn Wettkämpfen an und gewann eine Bronzemedaille.
| Olympische Winterspiele | Olympische Winterspiele | 500 m | 1000 m | 1500 m | 3000 m |
| Jahr                    | Ort                     | 500 m | 1000 m | 1500 m | 3000 m |
| ----------------------- | ----------------------- | ----- | ------ | ------ | ------ |
| 1960                    | Squaw Valley            | 3.    | 8.     | 11.    | 8.     |
| 1964                    | Innsbruck               | 4.    | 11.    | –      | 11.    |
| 1968                    | Grenoble                | –     | 7.     | 16.    | 10.    |